# Olja Luetić
Olja Luetić (Makarska, 19. veljače 1991.) - hrvatska modna dizajnerica
Rođena je u Makarskoj 19. veljače 1991. godine. Završila je srednju školu likovnih umjetnosti – smjer industrijski dizajn u Splitu te Akademiju likovnih umjetnosti u Sarajevu 2015. godine. Prvo se bavila isključivo produkt dizajnom, i to uglavnom izradom keramičkoga posuđa. Izlagala je na međunarodnom sajmu inovacija, novih ideja, proizvoda i tehnologija “ARCA 2009.“ Njena lutka "Sookie Doll" bila je izložena u Japanu 2013. godine.
Zbog problema s tetivama na rukama, promijenila je koncept diplomskoga rada i s produkt dizajna preorijentirala se na dizajn odjeće. U kratkom vremenu, postigla je velik uspjeh uspješno predstavivši svoje modne radove na pisti londonskoga Tjedna mode 2018., pod pseudonimom Olya Sookie, kao jedina predstavnica iz Hrvatske. Nakon što su vidjeli njene kolekcije na londonskoj platformi NotJustALabel (NJAL), koja otkriva i promovira nove dizajnere, Olja je dobila osobni poziv da bude dio ove manifestacije. Dobila je poziv za nastup na londonskome Tjednu mode i 2019. godine. Bavi se i dizajnom prostora i uporabnih predmeta te razvija svoj modni brend "Nephilim".